# Leptocera equispina
Leptocera equispina är en tvåvingeart som beskrevs av Papp 1973. Leptocera equispina ingår i släktet Leptocera och familjen hoppflugor. Inga underarter finns listade i Catalogue of Life.